# Синхронная сеть континентальной Европы

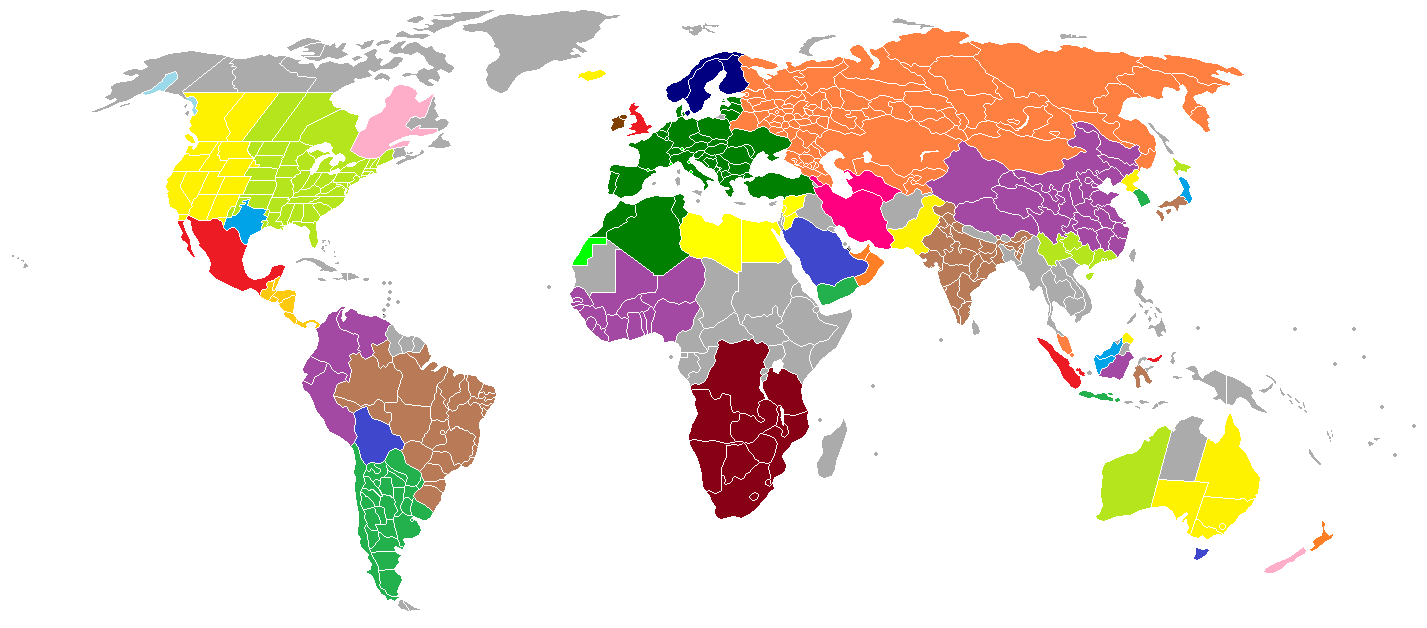
Карта синхронных сетей

Карта показывает зоны энергосистем Европы: континентальную, северную, британскую и ирландскую, которые работают отдельно.

Синхронная сеть континентальной Европы (также известная как континентальная синхронная зона, ранее — сеть UCTE) — крупнейшая синхронная электрическая сеть (по подключенной мощности) в мире. Это одночастотная сеть с частотой 50 Гц, синхронизированная по фазе, которая обслуживает более 400 млн потребителей в 24 странах, включая большую часть Европейского Союза. В 2009 году установленная в сети мощность составляла 667 ГВт, включая примерно 80 ГВт операционных резервов. Операторы системы передачи, управляющие этой сетью, сформировали Союз по координации передачи электроэнергии (UCTE), который теперь является частью Европейской сети операторов систем передачи электроэнергии (ENTSO-E).

## Территория
Синхронная сеть континентальной Европы охватывает территорию региональной группы ENTSO-E Continental Europe и некоторые соседние страны, не участвующие в ENTSO-E. Синхронная сеть включает часть или всю Австрию, Бельгию, Боснию и Герцеговину, Болгарию, Хорватию, Чехию, Данию (западную часть), Эстония, Францию, Германию, Грецию, Венгрию, Италию, Латвия, Литва, Люксембург, Черногорию, Нидерланды, Северную Македонию, Польшу., Португалия, Румыния, Сербия, Словакия, Словения, Испания, Украина и Швейцария в качестве членов региональной группы ENTSO-E Континентальная Европа. Помимо членов ENTSO-E с сетью синхронизирована национальная электрическая сеть Албании. Сети Марокко, Алжира и Туниса синхронизируются с европейской сетью через канал переменного тока Гибралтара и образуют SWMB. В апреле 2015 года с европейской сетью синхронизирована электросеть Турции.
Несмотря на синхронность, некоторые страны работают в режиме, близком к изолированному, с низкой связью с другими странами. Европейская комиссия считает высокую связность выгодной и внесла несколько проектов межсетевого взаимодействия в список проектов, представляющих общий интерес. Однако национальные сети также должны быть модернизированы, чтобы справляться с увеличивающимися потоками электроэнергии.

### Уровни электрической взаимосвязи по странам
Уровень электрической взаимосвязи (EIL) в процентах от установленной электрической мощности в 2014 году. ЕС поставил цель достичь уровня не менее 10 %.
| Страна     | EIL   |
| ---------- | ----- |
| Люксембург | 245 % |
| Хорватия   | 69 %  |
| Словения   | 65 %  |
| Словакия   | 61 %  |
| Дания      | 44 %  |
| Венгрия    | 29 %  |
| Австрия    | 29 %  |
| Швеция     | 26 %  |
| Бельгия    | 17 %  |
| Нидерланды | 17 %  |
| Чехия      | 17 %  |
| Греция     | 11 %  |
| Болгария   | 11 %  |
| Германия   | 10 %  |
| Франция    | 10 %  |
| Ирландия   | 9 %   |
| Италия     | 7 %   |
| Румыния    | 7 %   |
| Португалия | 7 %   |
| Польша     | 4 %   |
| Испания    | 2 %   |
| Кипр       | 0 %   |

## Островные сети
Британская сеть не синхронизирована по частоте с сетью континентальной Европы, но соединена с ней высоковольтными линиями постоянного тока (HVDC) BritNed и Nemo Link. В 2014 году, до ввода в эксплуатацию Nemo Link, уровень электрической взаимосвязи в Соединенном Королевстве составлял 6 %.
Точно так же скандинавская региональная группа ENTSO-E (бывшая NORDEL), состоящая из Норвегии, Швеции, Финляндии и восточной части Дании (Зеландия с островами и Борнхольм), не синхронизирована с континентальной Европой, но имеет с ней ряд несинхронных соединений постоянного тока. Готланд не синхронизирован с материковой частью Швеции, так как связан с ним через HVDC Gotland.
Сети Ирландии и Северной Ирландии образуют ирландскую региональную группу ENTSO-E, которая ещё не соединена с сетью континентальной Европы, но имеет соединения постоянного тока с британской сетью через HVDC Moyle Interconnector и East-West Interconnector.
Сеть балтийской региональной группы ENTSO-E, состоящая из Литвы, Латвии и Эстонии, которая до февраля 2025 года являлась частью системы БРЭЛЛ, соединена с сетью Северных стран на уровне 10%-го электрического соединения через кабели Estlink и NordBalt который функционирует с 2015 года. Страны Балтии также связаны с сетью континентальной Европы через LitPol Link.
Сети Исландии и Кипра ещё не связаны с другими сетями. Мальта подключена на 35 % через межсетевое соединение Мальта-Сицилия, введенное в эксплуатацию в 2015 году.

## Планы будущего расширения
UCTE / ENTSO-E и соответствующие партнерские компании TSO планируют следующие расширения сети и синхронной частоты:
1. UCTE-Украина / Молдова, чтобы отключить только эти сети от системы IPS / UPS и синхронно подключить их к синхронизированной сети Центральной Европы[6]
2. Синхронное соединение Тунис-Ливия, которое расширит частоту Континентальной Европы на Ливию, Египет, Иорданию, Сирию и Ливан (последние пять стран составляют SEMB проекта Средиземноморского электрического кольца.

Отдельно есть ещё один вариант в отношении Украины и Молдовы, а также балтийской региональной группы ENTSO-E — отключить только эти сети от системы ЕЭС России и синхронно подключить их к синхронизированной сети Центральной Европы. В начале 2021 года Украина объявила, что к концу 2023 года отключится от России и Беларуси и интегрируется в европейскую сеть. 9 февраля 2025 года Литва, Латвия, Эстония присоединились в (14ч 05 мин) к европейской электрической системе.
Дальнейшими возможностями являются расширение региональной группы Северных стран, соединение Турция-Ирак и концепция DESERTEC для соединения с другими странами Ближнего Востока. В прошлом сети Армении и Туркменистана были частью единой советской системы, но в настоящее время они подключены к сети Ирана.